# Edson Felipe da Cruz
Edson Felipe da Cruz, genannt Edson (* 1. Juli 1991 in Touros), ist ein brasilianischer Fußballspieler. Der Rechtsfuß spielt vorwiegend im defensiven Mittelfeld, wird aber auch in der Abwehr eingesetzt.

## Karriere
Edson ist ein Spieler, welcher seine Laufbahn beim ABC Natal aus Natal begann. Noch während er eigentlich für die Jugendmannschaften von ABC auflief, bestritt der Spieler schon sein erstes Spiel als Profi. Am 14. November 2009 wurde er im Meisterschaftsspiel in der Serie A gegen den Brasiliense FC in 76. Minute eingewechselt. Nach verschiedenen Leihgeschäften kehrte er immer wieder zum ABC Natal zurück.
2014 verließ Edson den Klub Richtung São Bernardo FC. Hier trat er in der Staatsmeisterschaft von São Paulo in neun Spielen an und traf dabei einmal ins Tor. Noch im selben Jahr wechselte er als Leihgabe zum Erstligisten zum Fluminense FC. Ab der Saison 2017 wurde Edson an den EC Bahia ausgeliehen. Die Leihe endete am Ende der Saison 2018 im Dezember des Jahres. Auch für die Saison 2019 spielte Edson keine Rolle in den Planungen von Fluminense. Er unterschrieb daraufhin einen Vertrag auf Leihbasis bei AA Ponte Preta bis Jahresende. Mit Ende der Leihe endete auch der Vertrag mit Fluminense.
Anfang Januar 2020 unterschrieb Edson einen Jahresvertrag bei Atlético Goianiense. Im Oktober 2020 verließ Edson Atlético wieder. Er wechselte nach Saudi-Arabien, wo er bei al-Qadisiyah unterzeichnete. Zum Zeitpunkt des Wechsels hatte er wettbewerbsübregreifend 27 Spiele gespielt – 13 davon in der Brasileirão – und am achten Spieltag ein Tor gegen den Grêmio FBPA erzielt. In mehreren Spielen trug er die Kapitänsbinde. Die Ablösesumme betrug 300.000 Dollar. Sein erstes Spiel für al-Qadisiyah betritt Edson am 23. Oktober 2020 dem zweiten Spieltag in der Saudi Professional League Saison 2020/21. In dem Heimspiel gegen den Damac FC stand er in der Startelf. Im Heimspiel gegen den al-Nasr FC am 18. Februar 2021, dem 19. Spieltag, schoss er sein erstes Tor für den Klub. Nach Vorlage Stanley Ohawuchi erzielte er in der 23. Minute das einzige Tor der Partie.
Am 17. Dezember 2021 gab Atlético Goianiense bekannt, Edson erneut verpflichtet zu haben. Der Kontrakt erhielt eine Laufzeit bis Juni 2023. Der Vertrag wurde im August 2022 vorzeitig beendet. Edson ging für eine Ablösesumme von 300.000 Euro wieder nach Saudi-Arabien. Hier unterzeichnete er beim Al-Adalah FC. Nach Beendigung der Saison 2022/23 kehrte er in seine Heimat zurück und blieb bis zum Jahresende ohne Anstellung. Die Saison 2024 verbrachte beim Goiás EC in der Série B 2024 und für 2025 erhielt er einen Vertrag beim Botafogo FC (SP).

## Erfolge
ABC Natal
- Taça Ecohouse: 2013

Fluminense
- Primeira Liga do Brasil: 2016

Bahia
- Staatsmeisterschaft von Bahia: 2017
- Copa do Nordeste: 2017

Atlético Goianiense
- Staatsmeisterschaft von Goiás: 2022